# Roman Jewgienjew
Roman Aleksiejewicz Jewgienjew (ur. 23 lutego 1999 w Spasskoje) – rosyjski piłkarz występujący na pozycji obrońcy w rosyjskim klubie Dinamo Moskwa oraz w reprezentacji Rosji. Wychowanek Spartaka Moskwa.